# Блаунт, Эдуард, 2-й барон Маунтжой
Эдуард Блаунт (англ. Edward Blount; приблизительно 1467 — 12 октября 1475) — английский аристократ, 2-й барон Маунтжой с 1474 года.

## Биография
Эдуард Блаунт принадлежал к старинному английскому роду, владевшему землями в Дербишире. Он был единственным сыном Уильяма Блаунта и Маргарет Эхингем, внуком первого барона Маунтжоя. Эдуард родился приблизительно в 1467 году. В 1471 году его отец погиб в битве при Барнете, так что Эдуард стал наследником деда. В 1474 году он формально унаследовал семейные владения и баронский титул, но уже через год умер. Следующим бароном Маунтжоем стал его дядя Джон Блаунт.
Между 18 июня и 1 декабря 1475 года состоялась помолвка восьмилетнего Маунтжоя и Анны Кобем, дочери сэра Томаса Кобема и Анны Стаффорд. Впоследствии Анна Кобем стала женой Эдуарда Бурга, 2-го барона Бурга из Гейнсборо.